# Haldanodon exspectatus
Lo haldanodonte (Haldanodon exspectatus) è un mammaliaforme estinto, appartenente ai docodonti. Visse nel Giurassico superiore (Kimmeridgiano, circa 145 milioni di anni fa) e i suoi resti fossili sono stati ritrovati in Portogallo, nel famoso giacimento di Guimarota.

## Descrizione
L'aspetto di questo animale, lungo poco più di 15 centimetri, doveva essere piuttosto simile a quello degli attuali desman (generi Desmana e Galemys), piccoli insettivori imparentati con le talpe. Il corpo era piuttosto compatto, mentre le zampe erano robuste e corte; l'articolazione distale dell'omero era particolarmente espansa, a indicare che l'area era con tutta probabilità dotata di forti muscoli. Le prime falangi delle zampe anteriori erano corte, mentre quelle terminali erano incurvate e compresse lateralmente. Il cranio era dotato di rugosità sulle ossa nasali, che fanno pensare alla presenza di uno scudo di cheratina presente nell'animale in vita. Le mascelle, lunghe circa 3 centimetri, erano robuste; in particolare la mandibola era fornita di un processo coronoide fortemente sviluppato, che indicava la presenza di muscoli masticatori molto potenti.
Mangiava come dieta piccoli insetti e lucertole di varie dimensioni

## Classificazione
La forma e la disposizione dei denti di Haldanodon indicano che questo animale era un rappresentante dei docodonti, un gruppo di mammaliaformi estremamente primitivi, ma specializzati per quanto riguarda la dentatura, vissuti nella prima parte del Mesozoico. Lo scheletro di Haldanodon è ben conosciuto e ha permesso uno studio comparativo con quello di altri mammaliaformi primitivi, come i monotremi, Morganucodon e Hadrocodium. Stando ai risultati di queste analisi, Haldanodon si troverebbero in una posizione evolutiva intermedia tra Morganucodon e Hadrocodium.

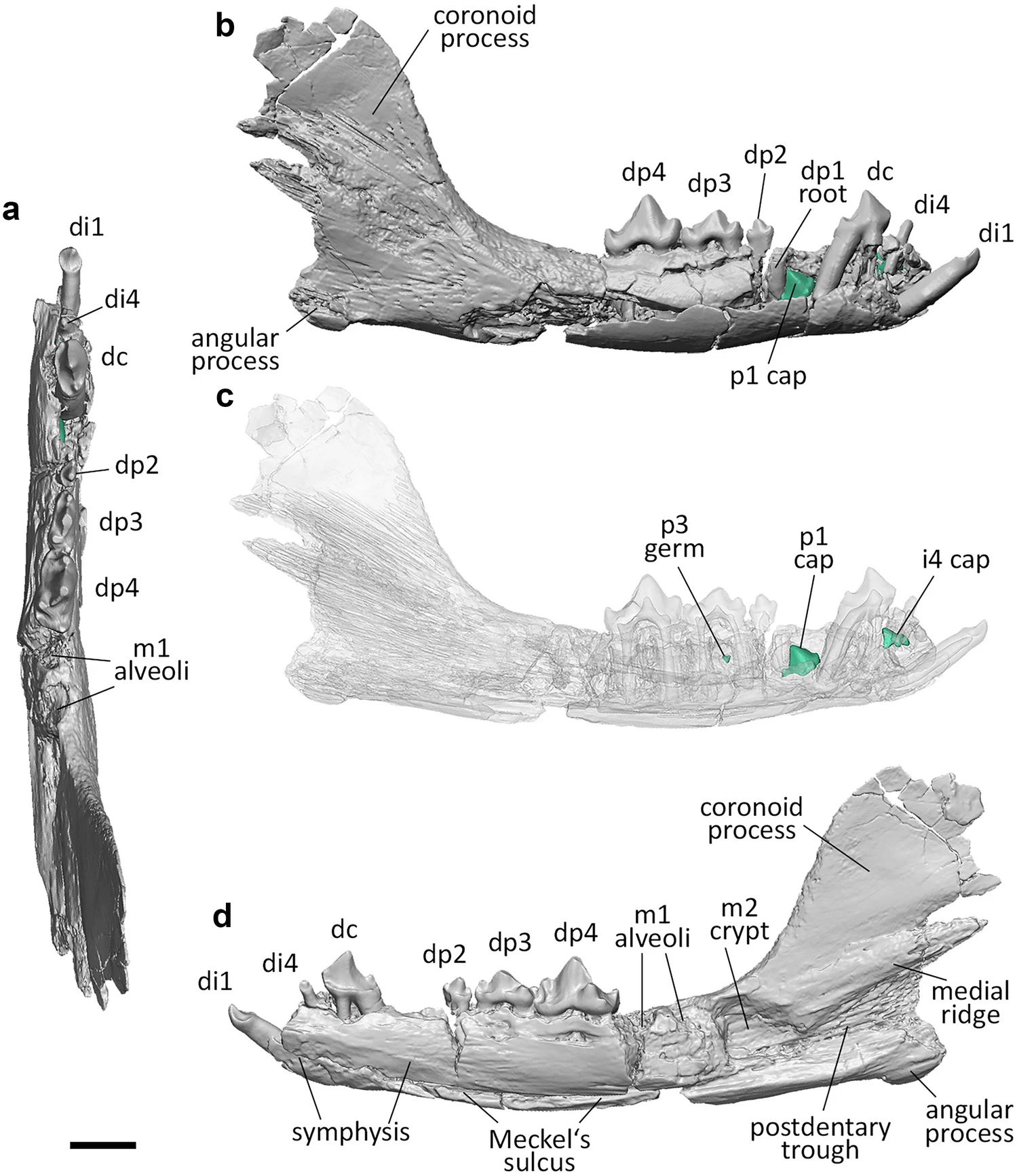
Mandibola destra di Haldanodon exspectatus

## Stile di vita
Haldanodon era probabilmente un insettivoro semiacquatico dalle abitudini scavatrici: ciò sarebbe dimostrato da numerose caratteristiche scheletriche, come le zampe forti e dalle estremità specializzate, il cranio dotato di scudo cefalico e gli occhi piccoli e stretti. L'ampia disparità di taglia nelle ossa lunghe delle zampe (come omero e femore) potrebbero indicare che lo haldanodonte non smetteva mai di crescere in dimensioni per tutta la durata della vita, come i rettili odierni.